# サライキ語
サライキ語（サライキご、英語: Saraiki、ペルシア文字: سرائیکی）はインド語派に属する言語である。サラーエキー語、サラーイキー語、シライキー語、シラーイキー語とも呼ばれる。英語の綴りとしては、Seraiki、Siraiki などがある。

## 分布と地位
サライキ語はパキスタンのパンジャーブ州南西部で話されている言語で、ムルターンやバハーワルプルを中心とする。この地域はシンド州に地理的にも歴史的にも近く、その言語もパンジャーブ州都のラホールのパンジャーブ語とは大きく異なっているが、サライキ語は公式にはパンジャーブ語の方言とみなされてきた。
20世紀はじめ、ジョージ・エイブラハム・グリアソンはインド言語調査において、パンジャーブ州西部の言語にラフンダー語という名前をつけ、パンジャーブ語とは別の言語とした。サライキ語はラフンダー語の南部方言に相当する。
第二次世界大戦後、公用語はウルドゥー語となり、サライキ語の文化語としての地位はきわめて低かった。また、ラホール中心主義に対する反発もあり、1960年ごろからサライキ語を独立した言語として認めさせようとする政治運動が起きた。運動のおきた主な原因は、単なる言語の問題ではなく、ラホールにくらべて開発がたちおくれていることにあった。1970年にはサライキ語のラジオ放送がはじまり、1971年にはサライキ語を国勢調査の言語の欄に書けるように要請したが却下された。パンジャーブ語をパンジャーブ州全体の初等教育で教えることが決まると、これに反発して1975年に全パキスタン・サライキ文学会議が開催された。1981年にはじめてサライキ語は国勢調査の対象としての独立した言語と認められた。サライキ語圏を独立した州にする政治運動が行われ、1983年には「サライキスタン」という仮の名前がつけられた。

## 音声

### 母音
サライキ語の母音体系にはヒンディー語やパンジャーブ語と異なって /ɔ/ がなく、9母音からなる（/ə ɪ ʊ a i u e ɛ o/）。南端の方言では /ɛ/ もなくなって 8母音になっているという。

### 子音
パンジャーブ語や北部のラフンダー語では有声帯気音が消滅しているが、サライキ語には残っている。鼻音や流音にも帯気音がある。またシンド語と同様の入破音がある。多くの鼻音を音韻的に区別する。全体として、サライキ語の子音体系は、シンド語とほぼ同じになっている。
パンジャーブ語の特徴である声調は、サライキ語には存在しない。
|               |          | 両唇音 唇歯音 | 歯音 歯茎音 | そり舌音 | 硬口蓋音 | 軟口蓋音 | 声門音 |
| ------------- | -------- | ------------- | ----------- | -------- | -------- | -------- | ------ |
| 破裂音 破擦音 | 無声音   | [p pʰ]        | [t̪ t̪ʰ]      | [ʈ ʈʰ]   | [t͡ʃ t͡ʃʰ] | [k kʰ]   |        |
| 破裂音 破擦音 | 有声音   | [b bʱ]        | [d̪ d̪ʱ]      | [ɖ ɖʱ]   | [d͡ʒ d͡ʒʱ] | [ɡ ɡʱ]   |        |
| 入破音        | 入破音   | [ɓ]           | [ɗ]         | [ɗ]      | [ʄ]      | [ɠ]      |        |
| 鼻音          | 鼻音     | [m mʱ]        | [n nʱ]      | [ɳ ɳʱ]   | [ɲ]      | [ŋ]      |        |
| 摩擦音        | 無声音   | [f]           | [s]         |          | [ʃ]      | [x]      |        |
| 摩擦音        | 有声音   |               | [z]         |          |          | [ɣ]      | [ɦ]    |
| はじき音      | はじき音 |               | [r rʱ]      | [ɽ ɽʱ]   |          |          |        |
| 側面音        | 側面音   |               | [l lʱ]      |          |          |          |        |
| 半母音        | 半母音   | [v vʱ]        |             |          | [j]      |          |        |

## 文字
パキスタンでは、ペルシア文字系の文字を使用する。基本的にはウルドゥー文字と同じだが、ウルドゥー語にない入破音を表すために主にシンド語から借りた文字を使用する。ただし、追加文字の字形はかならずしも統一されていない。[ɗ] （または ᶑ）のための ݙ と、[ɳ] のための ݨ の字を Unicode に追加する提案がなされ、これらの文字は Unicode 4.1 (2005) で追加された。
ほかにランダー文字の系統の文字も使われ、この文字を「ムルターニー文字」として Unicode に含めるための提案がなされた。ムルターニー文字は Unicode 8.0 で追加された。

## 関連文献
- Balfour, Edward. 1885. The cyclopædia of India and of Eastern and Southern Asia: commercial, industrial and scientific, products of the mineral, vegetable, and animal kingdoms, useful arts and manufactures. Volume 3; Entry on "Multani Writing". London: B. Quaritch. Google Books view.
- Gardezi, Hassan N. (1996). Saraiki Language and its poetics: An Introduction. London: Sangat Publishers
- Grierson, George A. 1919. Linguistic survey of India. vol. VIII, Part 1. Calcutta. Reprinted 1968 by Motilal Banarsidass, Delhi.
- Rahman, Tariq. 1997. Language and Ethnicity in Pakistan. Asian Survey, 1997 Sep., 37(9):833-839.
- Rahman, Tariq. 1999. Language, education, and culture. Islamabad : Sustainable Development Policy Institute ; Karachi : Oxford University Press.
- Shackle, Christopher 1976. The Siraiki language of central Pakistan: a reference grammar. London:School of Oriental and African Studies (SOAS).
- Wagha, Ahsan (1990). The Saraiki Language: Its Growth and Development. Islamabad: Dderawar Publications